# Natik Hashim
Natik Hashim Abidoun (arabe : ناطق هاشم) (né le 15 janvier 1960 à Bagdad en Irak et mort le 26 septembre 2004 à Mascate à Oman) est un footballeur international irakien, qui évoluait au poste de défenseur.

## Biographie

### Carrière en sélection
Avec l'équipe d'Irak, il figure dans le groupe des sélectionnés lors de la coupe du monde de 1986.
Il a également participé aux JO de 1984 et de 1988.